# 赖如鑫
赖如鑫（？—），男，江西省兴国县人，中国人民解放军海军少将，现任中国人民解放军驻香港部队政治委员。

## 生平
赖如鑫曾任北部战区政治工作部副主任、中国人民解放军南海舰队政治部干部处处长、某登陆舰支队政委、广州水警区政委、南海舰队某综合保障基地政委、海军研究院政委、北部战区政治工作部副主任等职。2022年3月，赖如鑫任中国人民解放军驻香港部队政治委员。